# Melitaea schansiensis
Melitaea schansiensis är en fjärilsart som beskrevs av Belter 1942. Melitaea schansiensis ingår i släktet Melitaea och familjen praktfjärilar. Inga underarter finns listade i Catalogue of Life.